# Chirostoma sphyraena
Chirostoma sphyraena är en fiskart som beskrevs av Boulenger, 1900. Chirostoma sphyraena ingår i släktet Chirostoma och familjen Atherinopsidae. Inga underarter finns listade i Catalogue of Life.